# Prix d'Amérique 2019
Prix d'Amérique 2019 var den 99:e upplagan av Prix d'Amérique, som gick av stapeln söndagen den 27 januari 2019 på Vincennesbanan i Paris i Frankrike.
I finalen segrade det franska stoet Belina Josselyn, körd och tränad av Jean-Michel Bazire. Segern togs efter en stark slutspurt förbi bland andra fjolårsvinnaren Readly Express. Hon blev det första stoet på 20 år (senast Moni Maker 1999) att vinna loppet. På andraplats kom Looking Superb och på tredjeplats Readly Express.

## Resultat
| P  | S  | Häst               | Kusk                  | Tränare            | Land      | Odds | Tid    |
| -- | -- | ------------------ | --------------------- | ------------------ | --------- | ---- | ------ |
| 1  | 12 | Belina Josselyn    | Jean-Michel Bazire    | Jean-Michel Bazire | Frankrike |      | 1.11,7 |
| 2  | 1  | Looking Superb     | Alexandre Abrivard    | Jean-Michel Bazire | Norge     |      | 1.11,7 |
| 3  | 15 | Readly Express     | Björn Goop            | Timo Nurmos        | Sverige   |      | 1.11,7 |
| 4  | 4  | Davidson du Pont   | Franck Ouvrie         | Jean-Michel Bazire | Frankrike |      | 1.11,8 |
| 5  | 17 | Propulsion         | Örjan Kihlström       | Daniel Redén       | Sverige   |      | 1.12,0 |
| 6  | 18 | Bold Eagle         | Franck Nivard         | Sébastien Guarato  | Frankrike |      | 1.12,1 |
| 7  | 8  | Uza Josselyn       | Gabriele Gelormini    | René Aebischer     | Schweiz   |      | 1.12,2 |
| 8  | 16 | Bird Parker        | Jean Philippe Monclin | Philippe Allaire   | Frankrike |      | 1.12,3 |
| 9  | 7  | Urlo dei Venti     | Anthony Greppi        | Gennaro Casillo    | Italien   |      | 1.12,4 |
| 10 | 2  | Bahia Quesnot      | Junior Guelpa         | Junior Guelpa      | Frankrike |      | 1.12,5 |
| 11 | 9  | Carat Williams     | David Thomain         | Sébastien Guarato  | Frankrike |      | 1.12,5 |
| 12 | 13 | Lionel N.O.        | Göran Antonsen        | Daniel Redén       | Norge     |      | 1.12,6 |
| 13 | 14 | Billie de Montfort | Pierre-Yves Verva     | Sébastien Guarato  | Frankrike |      | 1.12,6 |
| 14 | 10 | Valko Jenilat      | Francois Lagadeuc     | Sébastien Guarato  | Italien   |      | 1.12,7 |
| 15 | 6  | Charly du Noyer    | Pierre Vercruysse     | Philippe Allaire   | Frankrike |      | 1.12,9 |
| 16 | 11 | Traders            | Yoann Lebourgeois     | Philippe Allaire   | Frankrike |      | 1.13,5 |
| 17 | 3  | Eridan             | Eric Raffin           | Sébastien Guarato  | Frankrike |      | g      |
| 18 | 5  | Délia du Pommereux | Damien Bonne          | Sylvain Roger      | Frankrike |      | g      |